# Lancaster, Kentucky
Lancaster är en stad (city) och administrativ huvudort (county seat) i Garrard County i delstaten Kentucky, USA. 2010 hade staden 3 442 invånare.

## Kända personer från Lancaster
- William Clayton Anderson, politiker